# 小澤竹俊
小澤 竹俊（おざわ たけとし、1963年1月29日 - ）は、日本の医師。東京都出身。東京慈恵会医科大学医学部医学科卒、現在、めぐみ在宅クリニック（在宅療養支援診療所）院長。一般社団法人　エンドオブライフ・ケア協会　理事。クリスチャン。

## 来歴・人物
1963年東京都出身。1987年東京慈恵会医科大学医学部医学科を卒業。1991年山形大学大学院医学専攻博士課程卒。運動負荷心電図にて学位取得。1991年から1993年まで、山形県立中央病院救命救急センターで循環器医として従事、1993年から1994年山形県西置賜郡白鷹町立病院内科勤務。1994年より横浜甦生病院ホスピス勤務、1996年よりホスピス病棟長に就任。その後、2006年10月にめぐみ在宅クリニックを開設。
横浜甦生病院ホスピス病棟で緩和ケアに従事していた当時、東海大学に在籍していた村田久行よりスピリチュアルケアについて学んだ経験を元に、診療の傍ら「いのちの授業」と題し、日本全国の小中学校、高等学校で講義を行っている。
横浜市瀬谷区に開設した、めぐみ在宅クリニック（在宅療養支援診療所）の在宅医療は、NHKスペシャル『最期の願いをかなえたい～在宅でガンを看（み）取る～』、BS-TBS『密着！闘うドクター～新療法で「がん」に挑む名医たち～』等で紹介され、2014年に劇場公開された、映画『うまれる　ずっと、いっしょ。』（監督：豪田トモ、ナレーション：樹木希林）にも登場した。
現在、多死社会に向け人生の最終段階に対応できる人材育成の必要性を訴え、活動している。

## 著書
| タイトル                                                | 出版社             | 発売日     |
| ------------------------------------------------------- | ------------------ | ---------- |
| 苦しみの中でも幸せは見つかる                            | 扶桑社             | 2004年2月  |
| 13歳からのいのちの授業                                  | 大和出版           | 2006年6月  |
| いのちはなぜ大切なのか                                  | ちくまプリマー新書 | 2007年９月 |
| 苦しむ患者から逃げない 実践スピリチュアルケア           | 日本医事新報社     | 2008年3月  |
| 小澤竹俊の緩和ケア読本                                  | 日本医事新報社     | 2012年7月  |
| 今日が人生最後の日だと思って生きなさい                  | アスコム           | 2016年1月  |
| 2800人を看取った医師が教える 人生の意味が見つかるノート | アスコム           | 2017年1月  |
| 苦しみの中でも幸せは見つかる 改訂版                     | 扶桑社             | 2017年６月 |
| 死を前にした人に あなたは何ができますか?                | 医学書院           | 2017年８月 |
| 折れない心を育てる いのちの授業                         | KADOKAWA           | 2019年８月 |
| 苦しみのない人生はないが、幸せはすぐ隣にある            | 幻冬舎             | 2020年９月 |
| もしあと1年で人生が終わるとしたら?                      | アスコム           | 2021年３月 |
| あなたの強さは、あなたの弱さから生まれる                | アスコム           | 2022年4月  |